# Championnat NCAA de football américain 2014
Navigation
Édition précédente Édition suivante
Le Championnat NCAA de football américain 2014 est la saison 2014 du championnat de football américain universitaire de Division I (FBS) organisé par la NCAA aux États-Unis. Il a débuté fin août 2014 et s'achèvera le 12 janvier 2015. La finale nationale aura lieu au AT&T Stadium, Arlington (Texas).
Il rassemble pour la première fois 128 équipes, dont 3 en transition, un record.
Un nouveau système est mis en place et remplace le BCS pour cette saison afin de désigner le champion national : le College Football Playoff. Un comité de 13 membres publiera régulièrement à partir de la 9e semaine son classement (ranking) des 25 meilleures équipes NCAA. Les 4 premières équipes du classement final de la saison régulière seront sélectionnées pour les demi-finales des playoffs. La finale nationale, le College Football Championship Game, dont ce sera la première édition, désignera le champion national. Les playoffs seront joués au cours de 2 traditionnels bowls majeurs qui alterneront avec les 4 autres sur une période de 3 ans. Cette saison, les demi-finales seront accueillies le 1er janvier 2015 par le Rose Bowl au Rose Bowl de Pasadena (Californie) et le Sugar Bowl au Mercedes-Benz Superdome de La Nouvelle-Orléans (Louisiane). Les 4 autres bowls majeurs sont les traditionnels Orange Bowl et Fiesta Bowl auxquels ont été ajoutés le Cotton Bowl et le Peach Bowl dont les invités seront aussi sélectionnés par le comité du College Football Playoff.
En dépit de ce changement majeur, les traditionnels classements (polls), notamment les AP Poll et Coaches Poll continueront d'être publiés chaque semaine indépendamment de celui du College Football Playoff.

## Changements

### Changements de conférences
12 équipes ont changé de conférence depuis la saison précédente. Cela concerne notamment les 2 équipes en transition depuis le second niveau de la Division I (FCS); les 3 précédentes équipes à avoir achevé leur transition qui intègrent de nouvelles conférences après avoir été indépendantes la saison dernière, et la restructuration de la conférence The American au détriment en particulier de la Conference USA.
| Équipes                          | Précédente conférence | Conférence actuelle       |
| -------------------------------- | --------------------- | ------------------------- |
| Mountaineers d'Appalachian State | Southern Conference   | Sun Belt Conference       |
| Eagles de Georgia Southern       | Southern Conference   | Sun Belt Conference       |
| Aggies de New Mexico State       | Indépendants          | Sun Belt Conference       |
| Vandals de l'Idaho               | Indépendants          | Sun Belt Conference       |
| Monarchs d'Old Dominion          | Indépendants          | Conference USA            |
| Pirates d'East Carolina          | Conference USA        | The American              |
| Green Wave de Tulane             | Conference USA        | The American              |
| Golden Hurricane de Tulsa        | Conference USA        | The American              |
| Hilltoppers de Western Kentucky  | Sun Belt Conference   | Conference USA            |
| Cardinals de Louisville          | The American          | Atlantic Coast Conference |
| Scarlet Knights de Rutgers       | The American          | Big Ten Conference        |

Les Midshipmen de la Navy jouent leur dernière saison en tant qu'Indépendant avant de rejoindre la conférence The American en 2015.
Le 2 décembre 2014, l'Université d'Alabama de Birmingham (Blazers de l'UAB) annonce l'abandon du programme de football américain à la fin de la saison.

### Équipes en transition
- Les Mountaineers d'Appalachian State
- Les Eagles de Georgia Southern

### Nouveaux stades et rénovations
3 équipes ont inauguré de nouveaux stades pour la saison.
- Les Bears de Baylor ont inauguré le McLane Stadium (45 000 places), de retour sur leur campus pour la première fois depuis 1935.
- Les Cougars de Houston ont inauguré le TDECU Stadium (40 000 places) en lieu et place de l'ancien Robertson Stadium.
- Les Green Wave de Tulane ont inauguré le Yulman Stadium (30 000 places), sur leur campus, près du site de l'ancien Tulane Stadium. C'est leur retour sur leur campus pour la première fois depuis 1974.

## Résultats de la saison régulière

### Classements des conférences
| American Athletic Conference |               |      |      |       |       |       |       |
| Équipe                       | Équipe        | Conf | Conf | Total | Total | Total | Total |
| Équipe                       | Équipe        | V    | D    | V     | D     |       |       |
| §                            | Memphis       | 7    | 1    | 10    | 3     |       |       |
| §                            | Cincinnati    | 7    | 1    | 9     | 4     |       |       |
| §                            | UCF           | 7    | 1    | 9     | 4     |       |       |
|                              | East Carolina | 5    | 3    | 8     | 5     |       |       |
|                              | Houston       | 5    | 3    | 8     | 5     |       |       |
|                              | Temple        | 4    | 4    | 6     | 6     |       |       |
|                              | South Florida | 3    | 5    | 4     | 8     |       |       |
|                              | Tulane        | 2    | 6    | 3     | 9     |       |       |
|                              | Tulsa         | 2    | 6    | 2     | 10    |       |       |
|                              | SMU           | 1    | 7    | 1     | 11    |       |       |
|                              | Connecticut   | 1    | 7    | 2     | 10    |       |       |

| Atlantic Coast Conference                               |        |                      |      |      |       |       |       |       |
| Équipe                                                  | Équipe | Équipe               | Conf | Conf | Total | Total | Total | Total |
| Équipe                                                  | Équipe | Équipe               | V    | D    | V     | D     |       |       |
| Atlantic                                                |        |                      |      |      |       |       |       |       |
| x ^ †                                                   | # 2    | Florida State        | 8    | 0    | 13    | 1     |       |       |
|                                                         | #18    | Clemson              | 6    | 2    | 10    | 3     |       |       |
|                                                         | #20    | Louisville           | 5    | 3    | 9     | 4     |       |       |
|                                                         |        | Boston College       | 4    | 4    | 7     | 6     |       |       |
|                                                         |        | North Carolina State | 3    | 5    | 8     | 5     |       |       |
|                                                         |        | Syracuse             | 1    | 7    | 3     | 9     |       |       |
|                                                         |        | Wake Forest          | 1    | 7    | 3     | 9     |       |       |
| Coastal                                                 |        |                      |      |      |       |       |       |       |
| x                                                       | #10    | Georgia Tech         | 6    | 2    | 11    | 3     |       |       |
|                                                         |        | Duke                 | 5    | 3    | 9     | 4     |       |       |
|                                                         |        | North Carolina       | 4    | 4    | 6     | 7     |       |       |
|                                                         |        | Pittsburgh           | 4    | 4    | 6     | 7     |       |       |
|                                                         |        | Miami (FL)           | 3    | 5    | 6     | 7     |       |       |
|                                                         |        | Virginia Tech        | 3    | 5    | 7     | 6     |       |       |
|                                                         |        | Virginia             | 3    | 5    | 5     | 7     |       |       |
| Finale de Conférence : Florida State 37-35 Georgia Tech |        |                      |      |      |       |       |       |       |

| Big Ten Conference                              |        |                |      |      |       |       |       |       |
| Équipe                                          | Équipe | Équipe         | Conf | Conf | Total | Total | Total | Total |
| Équipe                                          | Équipe | Équipe         | V    | D    | V     | D     |       |       |
| Big Ten - West                                  |        |                |      |      |       |       |       |       |
| x                                               | #17    | Wisconsin      | 7    | 1    | 11    | 7     |       |       |
|                                                 |        | Minnesota      | 5    | 3    | 8     | 5     |       |       |
|                                                 | #25    | Nebraska       | 5    | 3    | 9     | 4     |       |       |
|                                                 |        | Iowa           | 4    | 4    | 7     | 6     |       |       |
|                                                 |        | Illinois       | 3    | 5    | 6     | 7     |       |       |
|                                                 |        | Northwestern   | 3    | 5    | 5     | 7     |       |       |
|                                                 |        | Purdue         | 1    | 7    | 3     | 9     |       |       |
| Big Ten - East                                  |        |                |      |      |       |       |       |       |
| x ^ †                                           | # 5    | Ohio State     | 8    | 0    | 13    | 1     |       |       |
|                                                 | # 7    | Michigan State | 7    | 1    | 11    | 2     |       |       |
|                                                 |        | Maryland       | 4    | 4    | 7     | 6     |       |       |
|                                                 |        | Rutgers        | 3    | 5    | 8     | 5     |       |       |
|                                                 |        | Michigan       | 3    | 5    | 5     | 7     |       |       |
|                                                 |        | Penn State     | 2    | 6    | 7     | 6     |       |       |
|                                                 |        | Indiana        | 1    | 7    | 4     | 8     |       |       |
| Finale de Conférence: Ohio State 59-0 Wisconsin |        |                |      |      |       |       |       |       |

| Big 12 Conference |        |                 |      |      |       |       |       |       |
| Équipe            | Équipe | Équipe          | Conf | Conf | Total | Total | Total | Total |
| Équipe            | Équipe | Équipe          | V    | D    | V     | D     |       |       |
| §                 | # 6    | Texas Christian | 8    | 1    | 12    | 1     |       |       |
| §                 | # 4    | Baylor          | 8    | 1    | 11    | 2     |       |       |
|                   | #11    | Kansas State    | 7    | 2    | 9     | 4     |       |       |
|                   |        | Oklahoma        | 5    | 4    | 8     | 5     |       |       |
|                   |        | West Virginia   | 5    | 4    | 7     | 6     |       |       |
|                   |        | Texas           | 5    | 4    | 6     | 7     |       |       |
|                   |        | Oklahoma State  | 4    | 5    | 7     | 6     |       |       |
|                   |        | Texas Tech      | 2    | 7    | 4     | 8     |       |       |
|                   |        | Kansas          | 1    | 8    | 3     | 9     |       |       |
|                   |        | Iowa State      | 0    | 9    | 2     | 10    |       |       |

| Conference-USA                                        |                  |      |      |       |       |       |       |
| Équipe                                                | Équipe           | Conf | Conf | Total | Total | Total | Total |
| Équipe                                                | Équipe           | V    | D    | V     | D     |       |       |
| Est                                                   |                  |      |      |       |       |       |       |
| x †                                                   | Marshall         | 7    | 2    | 13    | 1     |       |       |
|                                                       | Middle Tennessee | 5    | 3    | 6     | 6     |       |       |
|                                                       | Western Kentucky | 4    | 4    | 8     | 5     |       |       |
|                                                       | UAB              | 4    | 4    | 6     | 6     |       |       |
| ≈                                                     | Old Dominium     | 4    | 4    | 6     | 6     |       |       |
|                                                       | FIU              | 3    | 4    | 8     |       |       |       |
|                                                       | Florida Atlantic | 2    | 6    | 3     | 9     |       |       |
| Ouest                                                 |                  |      |      |       |       |       |       |
| x                                                     | Louisiana Tech   | 7    | 1    | 9     | 5     |       |       |
|                                                       | Rice             | 5    | 3    | 8     | 5     |       |       |
|                                                       | UTEP             | 5    | 3    | 7     | 6     |       |       |
|                                                       | UTSA             | 3    | 5    | 4     | 8     |       |       |
|                                                       | North Texas      | 2    | 6    | 4     | 8     |       |       |
|                                                       | Southern Miss    | 1    | 7    | 3     | 9     |       |       |
| Finale de Conférence: Marshall 26 - 23 Louisiana Tech |                  |      |      |       |       |       |       |

| Mid-American Conference                                      |                   |      |      |       |       |       |       |
| Équipe                                                       | Équipe            | Conf | Conf | Total | Total | Total | Total |
| Équipe                                                       | Équipe            | V    | D    | V     | D     |       |       |
| Est                                                          |                   |      |      |       |       |       |       |
| x                                                            | Bowling Green     | 5    | 3    | 8     | 6     |       |       |
|                                                              | Ohio              | 4    | 4    | 6     | 6     |       |       |
|                                                              | Buffalo           | 3    | 4    | 5     | 6     |       |       |
|                                                              | Akron             | 3    | 5    | 5     | 7     |       |       |
|                                                              | Massachsetts      | 3    | 5    | 3     | 9     |       |       |
|                                                              | Miami (Ohio)      | 2    | 6    | 2     | 10    |       |       |
|                                                              | Kent State Ohio   | 1    | 6    | 2     | 9     |       |       |
| Ouest                                                        |                   |      |      |       |       |       |       |
| x †                                                          | Northern Illinois | 7    | 1    | 11    | 3     |       |       |
| x                                                            | Toledo            | 7    | 1    | 9     | 4     |       |       |
|                                                              | Western Michigan  | 6    | 2    | 8     | 5     |       |       |
|                                                              | Central Michigan  | 5    | 3    | 7     | 6     |       |       |
|                                                              | Ball State        | 4    | 4    | 5     | 7     |       |       |
|                                                              | Eastern Michigan  | 1    | 7    | 2     | 10    |       |       |
| Finale de Conférence : Northern Illinois 51-17 Bowling Green |                   |      |      |       |       |       |       |

| Mountain West Conference                              |        |                 |      |      |       |       |       |       |
| Équipe                                                | Équipe | Équipe          | Conf | Conf | Total | Total | Total | Total |
| Équipe                                                | Équipe | Équipe          | V    | D    | V     | D     |       |       |
| Mountain                                              |        |                 |      |      |       |       |       |       |
| x †                                                   | #21    | Boise State     | 7    | 1    | 12    | 2     |       |       |
|                                                       |        | Colorado State  | 6    | 2    | 10    | 3     |       |       |
|                                                       |        | Utah State      | 6    | 2    | 10    | 4     |       |       |
|                                                       |        | Air Force       | 5    | 3    | 10    | 3     |       |       |
|                                                       |        | New Mexico      | 2    | 6    | 4     | 8     |       |       |
|                                                       |        | Wyoming         | 2    | 6    | 4     | 8     |       |       |
| Ouest                                                 |        |                 |      |      |       |       |       |       |
|                                                       |        | San Diego State | 5    | 3    | 7     | 6     |       |       |
| x                                                     |        | Fresno State    | 5    | 3    | 6     | 8     |       |       |
|                                                       |        | Nevada          | 4    | 4    | 7     | 6     |       |       |
|                                                       |        | Hawaii          | 3    | 5    | 4     | 9     |       |       |
|                                                       |        | San Jose State  | 2    | 6    | 3     | 9     |       |       |
|                                                       |        | UNLV            | 1    | 7    | 2     | 11    |       |       |
| Finale de Conférence : Boise State 28-14 Fresno State |        |                 |      |      |       |       |       |       |

| Pacific 12 Conference                       |        |                  |      |      |       |       |       |       |
| Équipe                                      | Équipe | Équipe           | Conf | Conf | Total | Total | Total | Total |
| Équipe                                      | Équipe | Équipe           | V    | D    | V     | D     |       |       |
| Nord                                        |        |                  |      |      |       |       |       |       |
| x ^ †                                       | # 3    | Oregon           | 8    | 1    | 13    | 1     |       |       |
|                                             |        | Stanford         | 5    | 4    | 8     | 5     |       |       |
|                                             |        | Washington       | 4    | 5    | 8     | 6     |       |       |
|                                             |        | California       | 3    | 6    | 5     | 7     |       |       |
|                                             |        | Oregon State     | 2    | 7    | 5     | 7     |       |       |
|                                             |        | Washington State | 2    | 7    | 3     | 9     |       |       |
| Sud                                         |        |                  |      |      |       |       |       |       |
| x                                           | #12    | Arizona          | 7    | 2    | 10    | 4     |       |       |
|                                             | #14    | UCLA             | 6    | 3    | 10    | 3     |       |       |
|                                             | #15    | Arizona State    | 6    | 3    | 10    | 3     |       |       |
|                                             | #24    | USC              | 6    | 3    | 9     | 4     |       |       |
|                                             | #23    | Utah             | 5    | 4    | 9     | 4     |       |       |
|                                             |        | Colorado         | 0    | 9    | 2     | 10    |       |       |
| Finale de Conférence : Oregon 51-13 Arizona |        |                  |      |      |       |       |       |       |

| SouthEastern Conference (SEC)                |        |                   |      |       |       |       |       |
| Équipe                                       | Équipe | Conf              | Conf | Total | Total | Total | Total |
| Équipe                                       | Équipe | V                 | D    | V     | D     |       |       |
| Est                                          |        |                   |      |       |       |       |       |
| x                                            | #16    | Missouri          | 2    | 6     | 5     | 7     |       |
|                                              |        | Georgia #13       | 7    | 1     | 11    | 2     |       |
|                                              |        | Florida           | 7    | 1     | 11    | 1     |       |
|                                              |        | Tennessee         | 1    | 7     | 5     | 7     |       |
|                                              |        | South Carolina    | 6    | 2     | 10    | 2     |       |
|                                              |        | Kentucky          | 0    | 8     | 2     | 10    |       |
|                                              |        | Vanderbilt        | 5    | 3     | 8     | 4     |       |
| Ouest                                        |        |                   |      |       |       |       |       |
| x ^ †                                        | # 1    | Alabama           | 7    | 1     | 12    | 2     |       |
|                                              | # 8    | Mississippi State | 6    | 2     | 10    | 3     |       |
|                                              | # 9    | Mississippi       | 5    | 3     | 9     | 4     |       |
|                                              | #19    | Auburn            | 4    | 4     | 8     | 5     |       |
|                                              | #22    | LSU               | 4    | 4     | 8     | 5     |       |
|                                              |        | Texas A&M         | 3    | 5     | 8     | 5     |       |
|                                              |        | Arkansas          | 2    | 6     | 7     | 6     |       |
| Finale de Conférence: Alabama 42-13 Missouri |        |                   |      |       |       |       |       |

| Sun Belt Conference |                     |      |      |       |       |       |       |
| Équipe              | Équipe              | Conf | Conf | Total | Total | Total | Total |
| Équipe              | Équipe              | V    | D    | V     | D     |       |       |
| † ≈                 | Georgia Southern    | 8    | 0    | 9     | 3     |       |       |
|                     | Louisiana-Lafayette | 7    | 1    | 9     | 4     |       |       |
| ≈                   | Appalachian State   | 6    | 2    | 7     | 5     |       |       |
|                     | Texas State         | 5    | 3    | 7     | 5     |       |       |
|                     | Arkansas State      | 5    | 3    | 7     | 6     |       |       |
|                     | South Alabama       | 5    | 3    | 6     | 7     |       |       |
|                     | Louisiana-Monroe    | 3    | 5    | 4     | 8     |       |       |
|                     | Troy                | 3    | 5    | 3     | 9     |       |       |
|                     | New Mexico State    | 1    | 7    | 2     | 10    |       |       |
| ≈≈                  | Idaho               | 1    | 7    | 1     | 10    |       |       |
|                     | Georgia State       | 0    | 8    | 1     | 11    |       |       |

| Independents  |   |   |
| Équipe        | V | D |
| Brigham young | 8 | 5 |
| Notre Dame    | 8 | 5 |
| Navy          | 8 | 5 |
| Army          | 4 | 8 |

§ – Co-champions de Conference 
^ – Participant au College Football Playoff 
† – Champion de Conférence
x – Champion/co-champions de Division
≈ – Inéligible pour un bowl d'après-saison à cause des règles de transition entre FCS et FBS
≈≈ – Inéligible pour un bowl d'après-saison à cause de sanctions (Academic Progress Rate Penalties)

### Finales de conférence
| Conférences              | Stades                  | Vainqueurs                   | Finalistes                     | Scores |
| ------------------------ | ----------------------- | ---------------------------- | ------------------------------ | ------ |
| Southeastern Conference  | Georgia Dome            | Crimson Tide de l'Alabama    | Tigers du Missouri             | 42-13  |
| Pac 12                   | Levi's Stadium          | Ducks de l'Oregon            | Wildcats de l'Arizona          | 51-13  |
| Big Ten Conference       | Lucas Oil Stadium       | Buckeyes d'Ohio State        | Badgers du Wisconsin           | 59-00  |
| ACC                      | Bank of America Stadium | Seminoles de Florida State   | Yellow Jackets de Georgia Tech | 37-35  |
| Conference USA           | Joan C. Edwards Stadium | Thundering Herd de Marshall  | Bulldogs de Louisiana Tech     | 26-23  |
| Mid-American Conference  | Ford Field              | Huskies de Northern Illinois | Falcons de Bowling Green       | 51-17  |
| Mountain West Conference | Albertsons Stadium      | Broncos de Boise State       | Bulldogs de Fresno State       | 28-14  |

### Palmarès des conférences
| Conférence                   | Champion                                                   |
| ---------------------------- | ---------------------------------------------------------- |
| Southeastern Conference      | Crimson Tide de l'Alabama                                  |
| Pacific-12 Conference        | Ducks de l'Oregon                                          |
| Big Ten Conference           | Buckeyes d'Ohio State                                      |
| Big 12 Conference            | Bears de Baylor et Horned Frogs de TCU                     |
| ACC                          | Seminoles de Florida State                                 |
| American Athletic Conference | Bearcats de Cincinnati, Tigers de Memphis et Knights d'UCF |
| Conference USA               | Thundering Herd de Marshall                                |
| Mid-American Conference      | Huskies de Northern Illinois                               |
| Mountain West Conference     | Broncos de Boise State                                     |
| Sun Belt Conference          | Eagles de Georgia Southern                                 |

### Classement national avant les Bowls
Les nombres entre parenthèses indiquent le nombre de (victoires - défaites) de la saison régulière.
| - 1er Crimson Tide de l'Alabama (12-1) - 2e Ducks de l'Oregon (12-1) - 3e Seminoles de Florida State (13-0) - 4e Buckeyes d'Ohio State (12-1) - 5e Bears de Baylor (11-1) - 6e Horned Frogs de TCU (11-1) - 7e Bulldogs de Mississippi State (10-2) - 8e Spartans de Michigan State (10-2) - 9e Rebels d'Ole Miss (9-3) - 10e Wildcats de l'Arizona (10-3) - 11e Wildcats de Kansas State (9-3) - 12e Yellow Jackets de Georgia Tech (10-3) - 13e Bulldogs de la Géorgie (9-3) - 14e Bruins d'UCLA (9-3) - 15e Sun Devils d'Arizona State (9-3) - 16e Tigers du Missouri (10-3) - 17e Tigers de Clemson (9-3) - 18e Badgers du Wisconsin (10-3) - 19e Tigers d'Auburn (8-4) - 20e Broncos de Boise State (11-2) - 21e Cardinals de Louisville (9-3) - 22e Utes de l'Utah (8-4) - 23e Tigers de LSU (8-4) - 24e Trojans d'USC (8-4) - 25e Golden Gophers du Minnesota (8-4) |

Ce classement est celui qui a été établi par le Comité de Sélection du College Football Playoff.
L'évolution au fil des semaines du classement CFP  (ainsi que ceux des médias AP et USA Today Coaches) peut être visualisée sur la page Classements de la saison 2014 de NCAA (football américain).

## College Football Playoff
|  | Demi-finales                                                                               | Demi-finales                                                                               |                            |    | Finale                                                                                   | Finale                                                                                   |
|  | Demi-finales                                                                               | Demi-finales                                                                               |                            |    | Finale                                                                                   | Finale                                                                                   |
|  |                                                                                            |                                                                                            |                            |    |                                                                                          |                                                                                          |
|  | Sugar Bowl 2015 1er janvier 2015, Mercedes-Benz Superdome, La Nouvelle-Orléans (Louisiane) | Sugar Bowl 2015 1er janvier 2015, Mercedes-Benz Superdome, La Nouvelle-Orléans (Louisiane) |                            |    | College Football Championship Game 2015 12 janvier 2015, AT&T Stadium, Arlington (Texas) | College Football Championship Game 2015 12 janvier 2015, AT&T Stadium, Arlington (Texas) |
|  | Sugar Bowl 2015 1er janvier 2015, Mercedes-Benz Superdome, La Nouvelle-Orléans (Louisiane) | Sugar Bowl 2015 1er janvier 2015, Mercedes-Benz Superdome, La Nouvelle-Orléans (Louisiane) |                            |    | College Football Championship Game 2015 12 janvier 2015, AT&T Stadium, Arlington (Texas) | College Football Championship Game 2015 12 janvier 2015, AT&T Stadium, Arlington (Texas) |
|  | (#1) Crimson Tide de l'Alabama                                                             | 35                                                                                         |                            |    | College Football Championship Game 2015 12 janvier 2015, AT&T Stadium, Arlington (Texas) | College Football Championship Game 2015 12 janvier 2015, AT&T Stadium, Arlington (Texas) |
|  | (#1) Crimson Tide de l'Alabama                                                             | 35                                                                                         |                            |    | College Football Championship Game 2015 12 janvier 2015, AT&T Stadium, Arlington (Texas) | College Football Championship Game 2015 12 janvier 2015, AT&T Stadium, Arlington (Texas) |
|  | (#4) Buckeyes d'Ohio State                                                                 | 42                                                                                         |                            |    | College Football Championship Game 2015 12 janvier 2015, AT&T Stadium, Arlington (Texas) | College Football Championship Game 2015 12 janvier 2015, AT&T Stadium, Arlington (Texas) |
|  | (#4) Buckeyes d'Ohio State                                                                 | 42                                                                                         | (#4) Buckeyes d'Ohio State | 42 |                                                                                          |                                                                                          |
|  | Rose Bowl 2015 1er janvier 2015, Rose Bowl, Pasadena (Californie)                          |                                                                                            | (#4) Buckeyes d'Ohio State | 42 |                                                                                          |                                                                                          |
|  |                                                                                            | (#2) Ducks de l'Oregon                                                                     | 20                         |    |                                                                                          |                                                                                          |
|  | (#2) Ducks de l'Oregon                                                                     | (#2) Ducks de l'Oregon                                                                     | 20                         | 59 |                                                                                          |                                                                                          |
|  | (#2) Ducks de l'Oregon                                                                     |                                                                                            |                            | 59 |                                                                                          |                                                                                          |
|  | (#3) Seminoles de Florida State                                                            | 20                                                                                         |                            |    |                                                                                          |                                                                                          |
|  | (#3) Seminoles de Florida State                                                            | 20                                                                                         |                            |    |                                                                                          |                                                                                          |

## Bowls
En tout, 36 bowls seront organisés en dehors des deux demi-finales et de la finale des playoffs. 76 équipes joueront un bowl. Le calendrier a été organisé par la NCAA en accord avec ESPN.

### Bowls majeurs
| Bowl        | Date             | Lieu                                              | Équipe 1                      | Équipe 2                       | Score |
| ----------- | ---------------- | ------------------------------------------------- | ----------------------------- | ------------------------------ | ----- |
| Peach Bowl  | 31 décembre 2014 | Georgia Dome, Atlanta (Géorgie)                   | Rebels d'Ole Miss             | Horned Frogs de TCU            | 03-42 |
| Fiesta Bowl | 31 décembre 2014 | University of Phoenix Stadium, Glendale (Arizona) | Broncos de Boise State        | Wildcats de l'Arizona          | 38-30 |
| Orange Bowl | 31 décembre 2014 | Sun Life Stadium, Miami Gardens (Floride)         | Bulldogs de Mississippi State | Yellow Jackets de Georgia Tech | 34-49 |
| Cotton Bowl | 1er janvier 2015 | AT&T Stadium, Arlington (Texas)                   | Spartans de Michigan State    | Bears de Baylor                | 42-41 |

### Autres bowls
| Bowl                                          | Date             | Lieu                                                    | Équipe 1                         | Équipe 2                                | Score |
| --------------------------------------------- | ---------------- | ------------------------------------------------------- | -------------------------------- | --------------------------------------- | ----- |
| R+L Carriers New Orleans Bowl                 | 20 décembre 2014 | Mercedes-Benz Superdome La Nouvelle-Orléans (Louisiane) | Wolf Pack du Nevada              | Ragin' Cajuns de Louisiana-Lafayette    | 03-16 |
| Gildan New Mexico Bowl                        | 20 décembre 2014 | University Stadium Albuquerque (Nouveau-Mexique)        | Aggies d'Utah State              | Miners d'UTEP                           | 21-06 |
| Royal Purple Las Vegas Bowl                   | 20 décembre 2014 | Sam Boyd Stadium Las Vegas (Nevada)                     | Utes de l'Utah                   | Rams de Colorado State                  | 45-10 |
| Famous Idaho Potato Bowl                      | 20 décembre 2014 | Albertsons Stadium Boise (Idaho)                        | Broncos de Western Michigan      | Falcons de l'Air Force                  | 24-38 |
| Raycom Media Camellia Bowl                    | 20 décembre 2014 | Cramton Bowl Montgomery (Alabama)                       | Jaguars de South Alabama         | Falcons de Bowling Green                | 28-33 |
| Miami Beach Bowl                              | 22 décembre 2014 | Marlins Park Miami (Floride)                            | Cougars de BYU                   | Tigers de Memphis                       | 48-55 |
| Boca Raton Bowl                               | 22 décembre 2014 | FAU Stadium Boca Raton (Floride)                        | Thundering Herd de Marshall      | Huskies de Northern Illinois            | 52-23 |
| San Diego County Credit Union Poinsettia Bowl | 23 décembre 2014 | Qualcomm Stadium San Diego (Californie)                 | Midshipmen de la Navy            | Aztecs de San Diego State               | 17-16 |
| Popeyes Bahamas Bowl                          | 24 décembre 2014 | Thomas Robinson Stadium Nassau (Bahamas)                | Chippewas de Central Michigan    | Hilltoppers de Western Kentucky         | 48-49 |
| Hawaî Bowl                                    | 24 décembre 2014 | Aloha Stadium Honolulu (Hawaï)                          | Bulldogs de Fresno State         | Owls de Rice                            | 06-30 |
| Heart of Dallas Bowl                          | 26 décembre 2014 | Cotton Bowl Dallas (Texas)                              | Fighting Illini de l'Illinois    | Bulldogs de Louisiana Tech              | 18-35 |
| Quick Lane Bowl                               | 26 décembre 2014 | Ford Field Detroit (Michigan)                           | Scarlet Knights de Rutgers       | Tar Heels de la Caroline du Nord        | 40-21 |
| BitCoin St. Petersburg Bowl                   | 26 décembre 2014 | Tropicana Field St. Petersburg (Floride)                | Wolfpack de North Carolina State | Knights d'UCF                           | 34-27 |
| Military Bowl presented by Northrop Grunman   | 27 décembre 2014 | Navy-Marine Corps Memorial Stadium Annapolis (Maryland  | Bearcats de Cincinnati           | Hokies de Virginia Tech                 | 17-33 |
| Hyundai Sun Bowl                              | 27 décembre 2014 | Sun Bowl Stadium El Paso (Texas)                        | Sun Devils d'Arizona State       | Blue Devils de Duke                     | 36-31 |
| Duck Commander Independence Bowl              | 27 décembre 2014 | Independence Stadium Shreveport (Louisiane)             | Hurricanes de Miami              | Gamecocks de la Caroline du Sud         | 21-24 |
| New Era Pinstripe Bowl                        | 27 décembre 2014 | Yankee Stadium The Bronx, New York (New York)           | Eagles de Boston College         | Nittany Lions de Penn State             | 30-31 |
| National University Holiday Bowl              | 27 décembre 2014 | Qualcomm Stadium San Diego (Californie)                 | Cornhuskers du Nebraska          | Trojans d'USC                           | 42-45 |
| Autozone Liberty Bowl                         | 29 décembre 2014 | Liberty Bowl Memorial Stadium Memphis (Tennessee)       | Aggies de Texas A&M              | Mountaineers de la Virginie-Occidentale | 45-37 |
| Russell Athletic Bowl                         | 29 décembre 2014 | Florida Citrus Bowl Stadium Orlando (Floride)           | Sooners de l'Oklahoma            | Tigers de Clemson                       | 06-40 |
| Advocare V100 Texas Bowl                      | 29 décembre 2014 | NRG Stadium Houston (Texas)                             | Razorbacks de l'Arkansas         | Longhorns du Texas                      | 31-07 |
| Franklin American Mortgage Music City Bowl    | 30 décembre 2014 | LP Field Nashville (Tennessee)                          | Fighting Irish de Notre Dame     | Tigers de LSU                           | 31-28 |
| Belk Bowl                                     | 30 décembre 2014 | Bank of America Stadium Charlotte (Caroline du Nord)    | Bulldogs de la Géorgie           | Cardinals de Louisville                 | 37-14 |
| Foster Farms Bowl                             | 30 décembre 2014 | Levi's Stadium Santa Clara (Californie)                 | Terrapins du Maryland            | Cardinal de Stanford                    | 21-45 |
| Citrus Bowl                                   | 1er janvier 2015 | Florida Citrus Bowl Stadium Orlando (Floride)           | Tigers du Missouri               | Golden Gophers du Minnesota             | 33-17 |
| Outback Bowl                                  | 1er janvier 2015 | Raymond James Stadium Tampa (Floride)                   | Tigers d'Auburn                  | Badgers du Wisconsin                    | 31-34 |
| Lockheed Martin Armed Forces Bowl             | 2 janvier 2015   | Amon G. Carter Stadium Fort Worth (Texas)               | Cougars de Houston               | Panthers de Pittsburgh                  | 35-34 |
| TaxSlayer Bowl                                | 2 janvier 2015   | EverBank Field Jacksonville (Floride)                   | Hawkeyes de l'Iowa               | Volunteers du Tennessee                 | 28-45 |
| Valero Alamo Bowl                             | 2 janvier 2015   | Alamodome San Antonio (Texas)                           | Wildcats de Kansas State         | Bruins d'UCLA                           | 35-40 |
| Cactus Bowl                                   | 2 janvier 2015   | Sun Devil Stadium Tempe (Arizona)                       | Huskies de Washington            | Cowboys d'Oklahoma State                | 22-30 |
| Birmingham Bowl                               | 3 janvier 2015   | Legion Field Birmingham (Alabama)                       | Pirates d'East Carolina          | Gators de la Floride                    | 20-28 |
| GoDaddy Bowl                                  | 4 janvier 2015   | Ladd Peebles Stadium Mobile (Alabama)                   | Rockets de Toledo                | Red Wolves d'Arkansas State             | 63-44 |

## Récompenses

### Trophée Heisman 2014
Le Trophée Heisman récompense le meilleur joueur universitaire
| Joueur         | Équipe                    | Position | Points |
| -------------- | ------------------------- | -------- | ------ |
| Marcus Mariota | Ducks de l'Oregon         | QB       | 2 534  |
| Melvin Gordon  | Badgers du Wisconsin      | RB       | 1 250  |
| Amari Cooper   | Crimson Tide de l'Alabama | WR       | 1 023  |
| Trevone Boykin | Horned Frogs de TCU       | QB       | 218    |
| J.T. Barrett   | Buckeyes d'Ohio State     | QB       | 78     |